# Sky's the Limit (The Temptations)
Sky's the Limit è il quattordicesimo album in studio del gruppo vocale statunitense The Temptations, pubblicato nel 1971.

## Tracce
Side 1
1. Gonna Keep on Tryin' (Till I Win Your Love)
2. Just My Imagination (Running Away with Me)
3. I'm the Exception to the Rule
4. Smiling Faces Sometimes

Side 2
1. Man
2. Throw a Farewell Kiss
3. Ungena Za Ulimwengu (Unite The World)
4. Love Can Be Anything (Can't Nothing Be Love But Love)

## Formazione
- Dennis Edwards – voce
- Eddie Kendricks – voce
- Paul Williams – voce
- Melvin Franklin – voce
- Otis Williams – voce